# Linus Sandgren
Linus Sandgren (Stoccolma, 5 dicembre 1972) è un direttore della fotografia svedese.

## Filmografia parziale
- Storm, regia di Måns Mårlind e Björn Stein (2005)
- Shelter - Identità paranormali (Shelter), Måns Mårlind e Björn Stein (2010)
- Promised Land, regia di Gus Van Sant (2012)
- American Hustle - L'apparenza inganna (American Hustle), regia di David O. Russell (2013)
- Amore, cucina e curry (The Hundred-Foot Journey), regia di Lasse Hallström (2014)
- Joy, regia di David O. Russell (2015)
- La La Land, regia di Damien Chazelle (2016)
- La battaglia dei sessi (Battle of the Sexes), regia di Jonathan Dayton e Valerie Faris (2017)
- Lo schiaccianoci e i quattro regni (The Nutcracker and the Four Realms), regia di Lasse Hallström e Joe Johnston (2018)
- First Man - Il primo uomo (First Man), regia di Damien Chazelle (2018)
- No Time to Die, regia di Cary Fukunaga (2021)
- Don't Look Up, regia di Adam McKay (2021)
- Babylon, regia di Damien Chazelle (2022)
- Saltburn, regia di Emerald Fennell (2023)
- Jay Kelly, regia di Noah Baumbach (2025)

## Premi e riconoscimenti
Premio Oscar
2017 - Miglior fotografia - La La Land
Guldbagge
2007 - Migliore fotografia - Storm